# Аханов, Жагифар Уальшерович
Жагифар Уальшерович Аханов (8 марта 1931, с. Байгакум Яны-Курганского района Кызыл-Ординской области — 12 февраля 2011) — учёный секретарь комиссии по истории науки и техники Национальной Академии наук МОН РК, кандидат исторических наук.

## Биография
Родился 8 марта 1931 года в селе Байгакум Яны-Курганского района Кызыл-Ординской области в семье председателя Казпотребсоюза, участника Великой Отечественной войны, ветерана труда.
В 1950 году окончил казахскую среднюю школу имени 14 лет Октября.
С 1950 год по 1953 год студент Алма-Атинского юридического института, с 1953 года по 1955 год работал старшим пионервожатым, преподавателем истории в средней школе имени Джамбула г. Алматы.
С 1955 года по 1960 год студент историко-филологического факультета КазПИ имени Абая.
С 1960 года по 1962 год преподаватель истории в средних школах им. Ломоносова, Пушкина в Чиилийском районе Кызыл-Ординской области, с 1962 года по 1963 год ответственный секретарь общества «Знание» Чиилийского района.
С 1963 года по 1966 год инструктор организационно-партийного отдела КП Чиилийского райкома.
С 1966 года по 1968 год заведующий организационно-партийного отдела Яны-Курганского райкома КП Казахстана Кызыл-Ординской области.
С 1968 года по 1972 год начальник первого отдела Президиума Академии наук Казахской ССР.
С 1972 года ученый секретарь комиссии по истории науки и техники Национальной Академии наук Республики Казахстан.
В 1983 году защитил кандидатскую диссертацию на тему «Наука советского Казахстана в условиях развитого социализма».
Впервые в республике научные исследования Ж. А. Аханова посвящены истории науки и техники в республике. Изучая наследие К. И. Сатпаева, впервые в республике организовал и провел «Сатпаевские чтения» и выпустил книгу «Сатпаев К. И. Избранные статьи о науке и культуре», к 90-летию со дня рождения первого президента, академика Академии наук СССР.

## Научные труды
- «Сатпаев К. И. Избранные статьи о науке и культуре» Алма-Ата, «Наука КазССР», 1989 год
- Академический энциклопедический справочник к 50- летию образования Национальной Академии наук, Алматы, издательство «Гылым», 1996 год
- «Национальной Академии наук Республики Казахстан 50 лет», Алматы, издательство «Гылым», 1996 год
- «Наш Шахмардан» к 70- летию академика Есенова Ш. Е., Алматы, издательство «Гылым», 1997 год
- Принял участие в подготовке 5-томной книги «История Казахстана» и 10-томного Академического энциклопедического справочника, посвященной к 10-летию Независимости Казахстана.

Всего он опубликовал более 80 научных трудов и статей по истории науки и техники.